# پوند استرالیا
پوند استرالیا (به انگلیسی: Australian Pound) یکای پول رایج در کشور استرالیا بوده است. مسئولیت کنترل این یکای پول برعهدهٔ بانک مرکزی استرالیا قرار داشت. این یکا در سال ۱۹۶۶ با دلار استرالیا جایگزین شد.